# Mokány Csaba
Mokány Csaba (Fülek, 1978. június 25. – 2022. január 23.) szlovákiai magyar színész és rendező.

## Életpályája
A Pozsonyi Színművészeti Főiskola után a Komáromi Jókai Színházban és a Kassai Thália Színházban kezdte pályafutását. 
Részképzésben tanult a budapesti Színház- és Filmművészeti Főiskolán.
A budapesti KoMoD Színházban színészként, rendezőként, díszlet- és jelmeztervezőként dolgozott.
A külföldi fesztiválok és színházi stílusok nagy hatással voltak rá, leginkább a lengyel, orosz, angol és a berlini színházi műhelyek alkotásai. Imádta az európai filmeket, kedvenc rendezői: Pedro Almodóvar, Anders Thomas Jensen, Quentin Tarantino, David Lynch, Xavier Dolan.

## Magáról
„Kísérletező típus vagyok, igyekszem olyan dolgokkal előállni, ami még másnak nem jutott eszébe, de egyre fogy a lehetőségek száma… Általában a mély színészi játékok fognak meg kiváló rendezői kreativitással, amikor találkozik a gondolat, érzés és forma. Az a katarzis számomra, amikor sok szinten lehet élvezni egy előadást!”

## Róla
„Szerencsés időszakban született, hisz amikor színészi talentumát bontogathatta, a Mázik István vezette füleki Zsákszínház épp a huszadik jubileuma felé tartott, s legendás előadások egész sorát mutatta be. ... Mázik István ráosztotta a Fekete Péter címszerepét. A Fekete Péter akkora siker volt, hogy nemcsak a Vigadó falait robbantotta szét, de a komáromi Jókai Színházat akkor átvevő Kiss Péntek József azonnal leszerződtette. Egy legendás korszak első előadásaiban lehetett jelen, Kalmár volt Tóth Miklós Csongor és Tünde korszakindító rendezésében (ekkor indult a pályán a Jókai Színház jelenlegi igazgatója, Gál Tamás is, aki a szintén Tóth által rendezett Jó estét nyár, jó estét szerelem Fiúját alakította), de játszott a Csizmás kandúrban, A kőszívű ember fiaiban, ahogy a Mikó István rendezte Kölyökben is.”

## Filmek
| Év   | Cím                        | Szerep    |
| ---- | -------------------------- | --------- |
| 2020 | Vakáció (rövidfilm)        |           |
| 2017 | #Jézus – Apám nevében      | Jubal     |
| 2015 | Ponty (rövidfilm)          | Zsolt     |
| 2015 | Argo 2                     | Policeman |
| 2013 | Londoni randevú (tv-film)  | Waiter    |
| 2006 | Rákóczi fogságai (tv-film) |           |
| 2005 | A fösvény (tv-film)        |           |

## Rendező
| Év   | Cím                                                            | Színház                   | Bemutató           |
| ---- | -------------------------------------------------------------- | ------------------------- | ------------------ |
| 2013 | PszichoAn(n)alízis (Kosztolányi Dezső: Édes Anna) Előadásképek | KoMod - színház           | 2013. november 16. |
| 2013 | SZERETŐK - Az érzékek titkos ösvényein (Rendező Munkatársa)    | KoMod - színház           | 2013. május 23.    |
| 2013 | A gammasugarak hatása a százszorszépekre                       | KoMod - színház           | 2013. február 16.  |
| 2012 | Karnyóné                                                       | Duna Palota               | 2012. november 10. |
| 2012 | Gyévocska menni Szingapúr                                      | Minekezacirkusz Produkció | 2012. január 28.   |

## Színház
- 2014 Hazatér – színész (Bemutató 2014. július 24.)
- 2014 Kampec I-II. – színész
- 2014 Kampec III. – színész Bemutató 2014. október 18.)
- 2013 Csillagfiú – közreműködő
- 2013 PszichoAn(n)alízis (Kosztolányi Dezső: Édes Anna) – rendező (Bemutató 2013. november 16.)
- 2013 A gammasugarak hatása a százszorszépekre – rendező (Bemutató 2013. február 16.)
- 2013 Zenevár – alkotó
- 2013 Szóval, én uralkodnék a vágyaim felett!? – színész (Bemutató 2013. február 9.)
- 2013 SZERETŐK – Az érzékek titkos ösvényein – rendező munkatársa (Bemutató 2013. május 23.)
- 2013 Kampec – színész
- 2012 Paravarieté – avagy 1017 egymást kioltó drámai mozzanat – színész
- 2012 Gyévocska menni Szingapúr – rendező (Bemutató 2012. január 28.)
- 2012 Karnyóné – rendező (Bemutató 2012. november 10.)
- 2011 Boldogság és más mesék – színész (Bemutató 2011. június 9.)
- 2011 Karüsszel – színész (Bemutató 2011. március 28.)
- 2011 A bűvös nyalóka – színész (Bemutató 2011. május 21.)
- 2011 Az volna szép – színész (Bemutató 2011. október 20.)
- 2010 Kétútköz – színész (Bemutató 2010. október 30.)
- 2009 Welcome to Mutyiland – Slawomir Mrozek: A nyílt tengeren – színész (Bemutató 2009. december 20.)
- 2006 A fösvény – színész
- 2001 A kölyök – színész (Bemutató 2000. október 27.)

## Hangjáték
- Fekete István: Három karácsony[5] (Dékány András) 2021. január 15.
- Déry Tibor: Az óriáscsecsemő (Nikodemos, Állatszelidítő) 2019. december 19.
- Tündérek szakácskönyve Archiválva 2023. március 5-i dátummal a Wayback Machine-ben Páskándi Géza meséi és versei

## Televíziós szereplés
- Hegyvidéki Magazin - Stúdiónk vendégei a KoMoD színház előadói